# Мичкувата коренева система

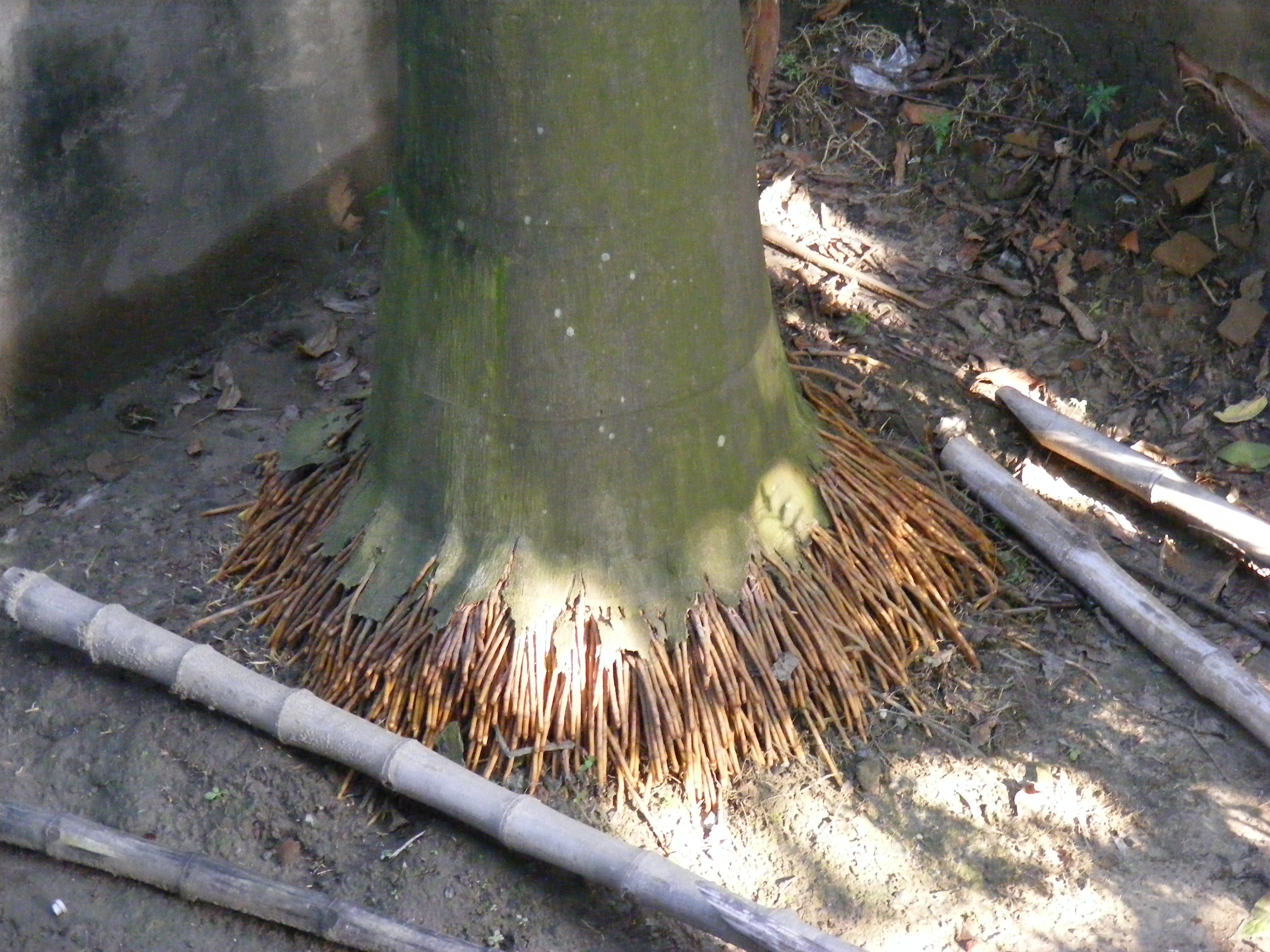
Мичкувата коренева система старої пальми виду Roystonea regia з Калькутти (Індія)

Мичкувата коренева система — коренева система, представлена в основному додатковими коренями, у якої не виділяється головний корінь.
Такий вид кореневих систем мають, наприклад, такі рослини:
- Кокосова пальма (Cocos nucifera)
- Папоротеподібні (Pteridophyta)
- Чорнобривці (Tagetes sp.)
- Пшениця
- Ячмінь
- Цибуля
- Часник

В цілому мичкувата коренева система характерна для більшості однодольних. Серед дводольних мичкувата коренева система є, наприклад, у подорожника. У багатьох дводольних рослин (конюшина повзуча. жовтець повзучий, живучка повзуча, суниця та ін) мичкувата коренева система розвивається у рослин, що з'явилися в результаті вегетативного розмноження вусами, кореневищами, листям і т. п.